# Бининг
Бининг (фр. Bining) насеље је и општина у североисточној Француској у региону Лорена, у департману Мозел која припада префектури Саргемен.
По подацима из 2004. године у општини је живело 1172 становника, а густина насељености је износила 72 становника/km². Општина се простире на површини од 15,91 km². Налази се на средњој надморској висини од 350 метара (максималној 379 m, а минималној 248 m).

## Демографија
| 1962. | 1968. | 1975. | 1982. | 1990. | 1999. | 2011. |
| ----- | ----- | ----- | ----- | ----- | ----- | ----- |
| 1.119 | 1.129 | 1.106 | 1.117 | 1.168 | 1.155 | 1.180 |

График промене броја становника у току последњих година